# چکل (هیرمند)
چکل، روستایی از توابع بخش مرکزی شهرستان هیرمند در استان سیستان و بلوچستان ایران است.

## جمعیت
روستای چکل در دهستان مارگان قرار داشته و براساس سرشماری مرکز آمار ایران در سال ۱۳۸۵، جمعیت آن ۴۸۵ نفر (۹۷ خانوار) بوده‌است. جمعیت این روستا در سال ۱۳۹۰ به ۴۵۱ تفر رسیده‌است.